# المر آستین بنسون
المر آستین بنسون (به انگلیسی: Elmer Austin Benson) سناتور سابق عضو حزب کشاورز-کارگر بود. وی در سال ۱۹۳۵ تا ۱۹۳۶ میلادی سناتور ایالت مینه‌سوتا در سنای ایالات متحده آمریکا بود.